# Bertrand Bech
Bertrand Bech, född 1921, död 1992, var en dansk kompositör. Han var även organist på biografen Palladium i Köpenhamn.

## Filmmusik
- 1968 – Det kære legetøj
- 1968 – Dr. Glas
- 1968 – Lille mand, pas på
- 1969 – De 5 og spionerne
- 1970 – De 5 i fedtefadet
- 1970 – Amour
- 1970 – 3 slags kærlighed
- 1974 – I Tyrens tegn
- 1974 – Den kyske levemand
- 1975 – I Tvillingernes tegn
- 1975 – Justine och Juliette
- 1977 – Agent 69 Jensen i Skorpionens tegn